# Barrea

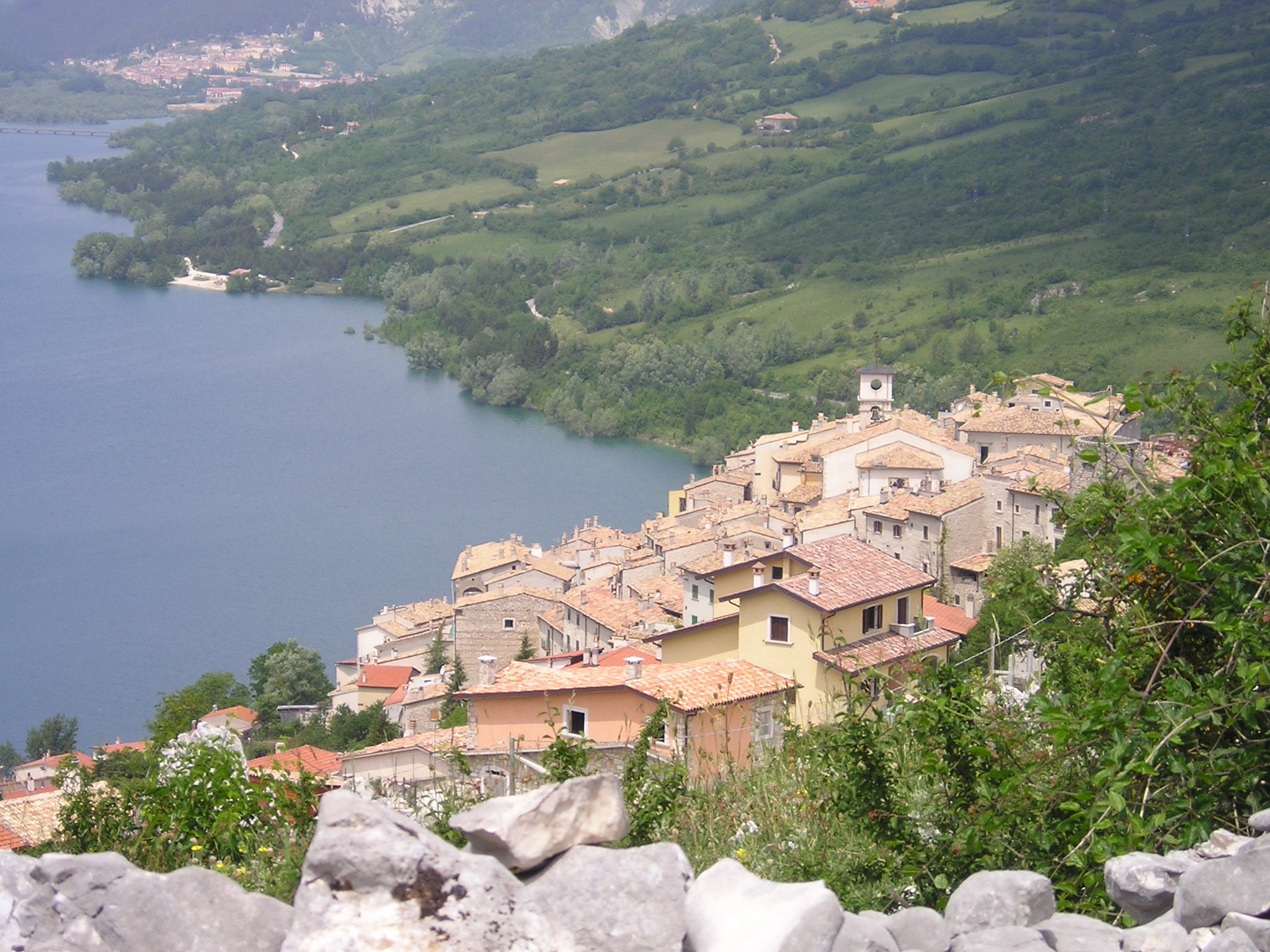
Blick auf Barrea

Barrea ist eine italienische Gemeinde (comune) in der Provinz L’Aquila in den Abruzzen. Die Gemeinde zählt (Stand 31. Dezember 2023) 704 Einwohner und liegt am Lago di Barrea (Sangro) und am Nationalpark Abruzzen, Latium und Molise, gehört zur Comunità Montana Alto Sangro e Altopiano delle Cinque Miglia und grenzt unmittelbar an die Provinz Frosinone (Latium).

## Verkehr
Durch die Gemeinde führt die Strada Statale 83 Marsicana von Cerchio nach Scontrone.